# Steve Martin (motociclista)
Steve Martin (Adelaide, 2 dicembre 1968) è un pilota motociclistico australiano ritiratosi dall'attività agonistica.

## Carriera
Dopo aver iniziato a competere nelle competizioni nazionali australiane, dove è campione Superbike nel 1996, la sua carriera si è svolta soprattutto nel campionato mondiale Superbike dove ha collezionato inizialmente varie presenze nei gran premi disputatisi in Australia grazie a wild card e ha gareggiato in maniera più continuativa dal 2001 al 2007.
Per quanto riguarda il motomondiale ha partecipato solo a 4 gran premi della stagione 1999, nella classe 500 con la Honda NSR 500 V2 del team Dee Cee Jeans Racing, classificandosi 32º al termine dell'anno grazie a 2 punti raccolti.
Nel 2004 gareggia nel Gran Premio di Imola nel campionato italiano Superbike come wild card senza punti conquistando pole position, vittoria e giro più veloce dell'evento. Nel 2007 inizia il campionato come pilota titolare per il team DFX, porta a termine la stagione guidando tre diverse motociclette.
Nel 2008 visto la mancanza di offerte per gareggiare nel campionato mondiale Superbike o in categorie affini, decide di accettare l'offerta del Team Yamaha Austria Racing per partecipare al campionato mondiale Endurance.
Nel 2009 partecipa al Gran Premio del Sudafrica nel campionato mondiale Superbike con la BMW S 1000 RR del team BMW Motorrad Motorsport in sostituzione dell'infortunato Troy Corser.

## Risultati in gara

### Campionato mondiale Superbike
| 1989 | Moto   |  |  |  |  |  |  |  |  |  |  |  |  |  |  |  |  |  |  |    |     |  |  |  |  |  |  |  |  | Punti | Pos. |
| ---- | ------ |  |  |  |  |  |  |  |  |  |  |  |  |  |  |  |  |  |  | -- | --- |  |  |  |  |  |  |  |  | ----- | ---- |
| 1989 | Suzuki |  |  |  |  |  |  |  |  |  |  |  |  |  |  |  |  |  |  | 15 | Rit |  |  |  |  |  |  |  |  | 1     | 87º  |

| 1990 | Moto   |  |  |  |  |  |  |  |  |  |  |  |  |  |  |  |  |  |  |  |  |  |  |    |    |  |  |  |  | Punti | Pos. |
| ---- | ------ |  |  |  |  |  |  |  |  |  |  |  |  |  |  |  |  |  |  |  |  |  |  | -- | -- |  |  |  |  | ----- | ---- |
| 1990 | Suzuki |  |  |  |  |  |  |  |  |  |  |  |  |  |  |  |  |  |  |  |  |  |  | 11 | 10 |  |  |  |  | 11    | 41º  |

| 1991 | Moto   |  |  |  |  |  |  |  |  |  |  |  |  |  |  |  |  |  |  |  |  |  |  |  |  |   |   |  |  | Punti | Pos. |
| ---- | ------ |  |  |  |  |  |  |  |  |  |  |  |  |  |  |  |  |  |  |  |  |  |  |  |  | - | - |  |  | ----- | ---- |
| 1991 | Suzuki |  |  |  |  |  |  |  |  |  |  |  |  |  |  |  |  |  |  |  |  |  |  |  |  | 8 | 7 |  |  | 17    | 36º  |

| 1992 | Moto   |  |  |  |  |  |  |  |  |  |  |  |  |  |  |  |  |  |  |  |  |  |  |    |    |  |  |  |  | Punti | Pos. |
| ---- | ------ |  |  |  |  |  |  |  |  |  |  |  |  |  |  |  |  |  |  |  |  |  |  | -- | -- |  |  |  |  | ----- | ---- |
| 1992 | Suzuki |  |  |  |  |  |  |  |  |  |  |  |  |  |  |  |  |  |  |  |  |  |  | 16 | 16 |  |  |  |  | 0     |      |

| 1994 | Moto   |  |  |  |  |  |  |  |  |  |  |  |  |  |  |  |  |  |  |  |  |    |    |  |  |  |  |  |  | Punti | Pos. |
| ---- | ------ |  |  |  |  |  |  |  |  |  |  |  |  |  |  |  |  |  |  |  |  | -- | -- |  |  |  |  |  |  | ----- | ---- |
| 1994 | Suzuki |  |  |  |  |  |  |  |  |  |  |  |  |  |  |  |  |  |  |  |  | 15 | 15 |  |  |  |  |  |  | 2     | 61º  |

| 1995 | Moto   |  |  |  |  |  |  |  |  |  |  |  |  |  |  |  |  |  |  |  |  |  |  |    |    |  |  |  |  | Punti | Pos. |
| ---- | ------ |  |  |  |  |  |  |  |  |  |  |  |  |  |  |  |  |  |  |  |  |  |  | -- | -- |  |  |  |  | ----- | ---- |
| 1995 | Suzuki |  |  |  |  |  |  |  |  |  |  |  |  |  |  |  |  |  |  |  |  |  |  | 16 | 16 |  |  |  |  | 0     |      |

| 1996 | Moto   |  |  |  |  |  |  |  |  |  |  |  |  |  |  |     |    |  |  |  |  |  |  |    |     |  |  |  |  | Punti | Pos. |
| ---- | ------ |  |  |  |  |  |  |  |  |  |  |  |  |  |  | --- | -- |  |  |  |  |  |  | -- | --- |  |  |  |  | ----- | ---- |
| 1996 | Suzuki |  |  |  |  |  |  |  |  |  |  |  |  |  |  | Rit | 15 |  |  |  |  |  |  | 14 | Rit |  |  |  |  | 3     | 49º  |

| 1997 | Moto   |    |     |  |  |  |  |  |  |  |  |  |  |  |  |  |  |  |  |  |  |  |  |  |  |  |  |  |  | Punti | Pos. |
| ---- | ------ | -- | --- |  |  |  |  |  |  |  |  |  |  |  |  |  |  |  |  |  |  |  |  |  |  |  |  |  |  | ----- | ---- |
| 1997 | Suzuki | 16 | Rit |  |  |  |  |  |  |  |  |  |  |  |  |  |  |  |  |  |  |  |  |  |  |  |  |  |  | 0     |      |

| 1998 | Moto   |     |    |  |  |  |  |  |  |  |  |  |  |  |  |  |  |  |  |  |  |  |  |  |  |  |  |  |  | Punti | Pos. |
| ---- | ------ | --- | -- |  |  |  |  |  |  |  |  |  |  |  |  |  |  |  |  |  |  |  |  |  |  |  |  |  |  | ----- | ---- |
| 1998 | Ducati | Rit | 10 |  |  |  |  |  |  |  |  |  |  |  |  |  |  |  |  |  |  |  |  |  |  |  |  |  |  | 6     | 36º  |

| 1999 | Moto   |  |  |     |   |  |  |  |  |  |  |  |  |  |  |  |  |  |  |  |  |  |  |  |  |  |  |  |  | Punti | Pos. |
| ---- | ------ |  |  | --- | - |  |  |  |  |  |  |  |  |  |  |  |  |  |  |  |  |  |  |  |  |  |  |  |  | ----- | ---- |
| 1999 | Ducati |  |  | Rit | 7 |  |  |  |  |  |  |  |  |  |  |  |  |  |  |  |  |  |  |  |  |  |  |  |  | 9     | 41º  |

| 2001 | Moto   |    |     |    |    |    |    |    |    |     |    |    |    |    |    |    |     |    |    |    |    |     |    |    |    |   |   |  |  | Punti | Pos. |
| ---- | ------ | -- | --- | -- | -- | -- | -- | -- | -- | --- | -- | -- | -- | -- | -- | -- | --- | -- | -- | -- | -- | --- | -- | -- | -- | - | - |  |  | ----- | ---- |
| 2001 | Ducati | 11 | Rit | 19 | 17 | 12 | AN | 19 | 20 | Rit | 14 | 17 | 18 | 15 | 14 | 13 | Rit | 14 | 13 | 14 | 18 | Rit | 14 | 20 | 20 | 6 | 5 |  |  | 47    | 17º  |

| 2002 | Moto   |    |   |    |     |     |     |    |    |    |    |     |    |   |    |    |    |    |    |    |    |  |  |     |    |    |    |  |  | Punti | Pos. |
| ---- | ------ | -- | - | -- | --- | --- | --- | -- | -- | -- | -- | --- | -- | - | -- | -- | -- | -- | -- | -- | -- |  |  | --- | -- | -- | -- |  |  | ----- | ---- |
| 2002 | Ducati | 17 | 9 | 13 | Rit | Rit | Rit | 17 | 20 | 10 | 11 | Rit | 19 | 9 | 11 | 13 | 12 | 14 | 11 | 19 | 16 |  |  | Rit | NP | 13 | 14 |  |  | 52    | 16º  |

| 2003 | Moto   |   |   |   |   |    |     |   |   |   |   |     |     |   |   |     |     |    |     |   |    |   |     |   |   |  |  |  |  | Punti | Pos. |
| ---- | ------ | - | - | - | - | -- | --- | - | - | - | - | --- | --- | - | - | --- | --- | -- | --- | - | -- | - | --- | - | - |  |  |  |  | ----- | ---- |
| 2003 | Ducati | 6 | 5 | 4 | 9 | 15 | Rit | 9 | 7 | 6 | 6 | Rit | Rit | 6 | 9 | Rit | Rit | 14 | Rit | 9 | 11 | 6 | Rit | 7 | 5 |  |  |  |  | 139   | 8º   |

| 2004 | Moto   |     |   |   |     |   |   |     |   |   |     |   |   |   |   |   |     |   |     |   |   |   |     |  |  |  |  |  |  | Punti | Pos. |
| ---- | ------ | --- | - | - | --- | - | - | --- | - | - | --- | - | - | - | - | - | --- | - | --- | - | - | - | --- |  |  |  |  |  |  | ----- | ---- |
| 2004 | Ducati | Rit | 3 | 4 | Rit | 7 | 3 | Rit | 8 | 5 | Rit | 6 | 6 | 3 | 6 | 3 | Rit | 7 | Rit | 6 | 3 | 5 | Rit |  |  |  |  |  |  | 181   | 7º   |

| 2005 | Moto     |    |     |     |     |     |    |     |     |     |    |    |   |    |    |    |     |    |    |    |   |   |    |     |    |  |  |  |  | Punti | Pos. |
| ---- | -------- | -- | --- | --- | --- | --- | -- | --- | --- | --- | -- | -- | - | -- | -- | -- | --- | -- | -- | -- | - | - | -- | --- | -- |  |  |  |  | ----- | ---- |
| 2005 | Petronas | 15 | Rit | Rit | Rit | Rit | 17 | Rit | Rit | Rit | 20 | 11 | 8 | 17 | 16 | 15 | Rit | 14 | 16 | 18 | 9 | 5 | AN | Rit | NP |  |  |  |  | 35    | 18º  |

| 2006 | Moto     |    |    |    |    |     |    |     |     |     |     |     |    |     |    |    |    |    |    |    |    |     |    |     |     |  |  |  |  | Punti | Pos. |
| ---- | -------- | -- | -- | -- | -- | --- | -- | --- | --- | --- | --- | --- | -- | --- | -- | -- | -- | -- | -- | -- | -- | --- | -- | --- | --- |  |  |  |  | ----- | ---- |
| 2006 | Petronas | 18 | 18 | 14 | 15 | Rit | 15 | Rit | Rit | Rit | Rit | Rit | 17 | Rit | 19 | 17 | 16 | 12 | 11 | 14 | 12 | Rit | 16 | Rit | Rit |  |  |  |  | 19    | 21º  |

| 2007 | Moto                   |    |    |    |     |    |    |     |     |  |  |    |     |  |  |  |  |  |  |    |    |    |    |    |    |    |     |  |  | Punti | Pos. |
| ---- | ---------------------- | -- | -- | -- | --- | -- | -- | --- | --- |  |  | -- | --- |  |  |  |  |  |  | -- | -- | -- | -- | -- | -- | -- | --- |  |  | ----- | ---- |
| 2007 | Honda, Yamaha e Suzuki | 11 | 18 | 10 | Rit | 19 | 13 | Rit | Rit |  |  | 16 | Rit |  |  |  |  |  |  | 11 | 16 | 14 | 14 | 14 | 14 | 16 | Rit |  |  | 27    | 18º  |

| 2009 | Moto |  |  |  |  |  |  |  |  |  |  |    |    |  |  |  |  |  |  |  |  |  |  |  |  |  |  |  |  | Punti | Pos. |
| ---- | ---- |  |  |  |  |  |  |  |  |  |  | -- | -- |  |  |  |  |  |  |  |  |  |  |  |  |  |  |  |  | ----- | ---- |
| 2009 | BMW  |  |  |  |  |  |  |  |  |  |  | 22 | 18 |  |  |  |  |  |  |  |  |  |  |  |  |  |  |  |  | 0     |      |

| Legenda | 1º posto        | 2º posto            | 3º posto           | A punti      | Senza punti        | Grassetto – Pole position Corsivo – Giro più veloce |
| Legenda | Gara non valida | Non qual./Non part. | Ritirato/Non class | Squalificato | '-' Dato non disp. | Grassetto – Pole position Corsivo – Giro più veloce |

### Motomondiale
| 1999 | Classe | Moto  |  |  |  |  |  |  |  |  |  |  |  |  |    |    |     |    | Punti | Pos. |
| ---- | ------ | ----- |  |  |  |  |  |  |  |  |  |  |  |  | -- | -- | --- | -- | ----- | ---- |
| 1999 | 500    | Honda |  |  |  |  |  |  |  |  |  |  |  |  | 14 | 21 | Rit | 20 | 2     | 32º  |

| Legenda | 1º posto        | 2º posto            | 3º posto            | A punti      | Senza punti        | Grassetto – Pole position Corsivo – Giro più veloce |
| Legenda | Gara non valida | Non qual./Non part. | Ritirato/Non class. | Squalificato | '-' Dato non disp. | Grassetto – Pole position Corsivo – Giro più veloce |

### Campionato mondiale Supersport
| 2007 | Moto   |  |  |  |  |    |  |  |  |  |  |  |  |  | Punti | Pos. |
| ---- | ------ |  |  |  |  | -- |  |  |  |  |  |  |  |  | ----- | ---- |
| 2007 | Yamaha |  |  |  |  | 10 |  |  |  |  |  |  |  |  | 6     | 32º  |

| Legenda | 1º posto        | 2º posto            | 3º posto           | A punti      | Senza punti        | Grassetto – Pole position Corsivo – Giro più veloce |
| Legenda | Gara non valida | Non qual./Non part. | Ritirato/Non class | Squalificato | '-' Dato non disp. | Grassetto – Pole position Corsivo – Giro più veloce |